# Orchestre symphonique de la radio nationale bulgare
L'Orchestre symphonique de la radio nationale bulgare, aussi connu internationalement sous le nom de Bulgarian National Radio Symphony Orchestra, est un orchestre symphonique bulgare fondé en 1948, dépendant de la Radio nationale bulgare.

## Historique
Fondé en 1948 par le violoniste et chef d'orchestre Vassil Stefanov, l'orchestre est à l'origine en effectif de chambre avant de devenir symphonique,. Il porte le nom d'Orchestre symphonique de la radio bulgare jusqu'en 1992.
Basée à Sofia, la phalange occupe une place de choix dans la culture musicale bulgare.
Son activité comprend des concerts, entre 12 et 16 par saison, environ, et des enregistrements effectués pour la Radio nationale bulgare, notamment de compositeurs bulgares. L'orchestre participe également à tous les festivals internationaux de musique en Bulgarie et a réalisé des tournées en Allemagne, en Espagne, en France, à Bruxelles, aux Pays-Bas, en Corée du Sud, en Grèce et à Chypre.
Depuis 2017, le directeur musical de l'Orchestre symphonique de la radio nationale bulgare est Mark Kadin.

## Chefs permanents
Comme chefs permanents, se sont succédé à la tête de la formation :
- Vassil Stefanov (1948-1988)
- Alexander Vladigerov (1969-1991)
- Vassil Kazandjiev (en) (1979-1993)
- Russlan Raïtchev (1993-1994)
- Milen Natchev (1994-2002)
- Rossen Milanov (en) (2003-2008)
- Emil Tabakov (2008-2014)
- Rossen Gergov (2014-2016)
- Mark Kadin (en) (depuis 2017)

## Créations
L'orchestre a créé plusieurs œuvres, de Marin Goleminov (Symphonie no 3, 1970), Vassil Lolov (Suite no 5 « Deburska », 1968) et Pantcho Vladiguerov (Aquarelles, op. 37, 1942), notamment.